# Cousinia albiflora
Cousinia albiflora là một loài thực vật có hoa trong họ Cúc. Loài này được (Bornm. & Sint.) Bornm. mô tả khoa học đầu tiên năm 1916.